# JoAnne L. Hewett
JoAnne L. Hewett (1960) és una física teòrica de partícules, professora al laboratori SLAC de la Universitat Stanford. D'ençà el 2017, és directora adjunta del Laboratori de Física Fonamental i cap de recerca a SLAC. Els seus interessos científics inclouen física més enllà del Model Estàndard, matèria fosca, i dimensions extres. És Fellow de l'American Physical Society i de l'Associació Americana per a l'Avenç de la Ciència (AAAS).
JoAnne Lea Hewett va completar els seus estudies de físiques i matemàtiques a la Universitat Estatal d'Iowa el 1982, on va obtenir el doctorat el 1988. La seva dissertació, supervisada per B.-L. Young, fou Superstring Inspired E(6) Phenomenology.
Hewett va començar la seva carrera com a investigadora postdoctoral de 1988 a 1991 a la Universitat de Wisconsin-Madison i el 1991–1993 va treballar com a física al Laboratori Nacional Argonne. El 1994 va guanyar una plaça a la facultat del laboratori SLAC, esdevenint professora del Departament de Física de Partícules i Astrofísica.
Hewett ha participat als comitès científics de SLAC, Fermilab, Institut Kavli de Física Teòrica, i del laboratori Cornell. Actualment (2019) presideix el panell de física d'altes energies (HEPAP); i fou cap de la Divisió de Partícules i Camps de l'American Physical Society el 2016. El 2007 fou escollida Fellow de la Societat Americana de Física "per les seves contribucions a la comprensió de recerques de física més enllà del Model Estàndard, i pel seu servei a la comunitat de física de partícules en estudis de futurs experiments." El 2009 fou escollida Fellow de l'Associació Americana per a l'Avenç de la Ciència.
L'abril de 2023, va ser nomenada directora del Brookhaven National Laboratory i presidenta de Brookhaven Science Associates.